# Друшкевич, Себастьян
Себастьян Друшкевич (пол. Sebastian Druszkiewicz; род. 14 июня 1986 года, Закопане, Польша) — бывший польский, в настоящее время чешский конькобежец, участник зимних Олимпийских игр 2010 года и 2014 года от Польши.

## Биография
Себастьян Друшкевич родился в городе Закопане, Малопольское воеводство, Польша. С детства катался на коньках, пока в 2000 году не начал профессионально заниматься в спортивной школе «AZS Zakopane» в Закопаном. В настоящее время состоит и тренируется на базе клуба «NoWis Team», Свратка, Чехия. На данный момент выступает за сборную Чехии, где за его подготовку отвечает чешский тренер конькобежцев — Петр Новак.
На данный момент в активе Друшкевича нет каких-либо медалей, полученных на соревнованиях международного уровня. Лучший свой результат он продемонстрировал во время чемпионата мира по конькобежному спорту на отдельных дистанциях 2008 года, что проходил в японском городе — Нагано. 9 марта на катке М-Вейв во время командной гонки преследования среди мужчин польская команда с результатом 4:19.52 (+37.83) финишировала восьмой.
На зимних Олимпийских играх 2018 года, что стали вторыми в его карьере, Себастьян Друшкевич был заявлен для участия в забеге на 5000 и 10 000 м. 8 февраля 2018 года на стадион «Адлер-Арена» в забеге на 5000 м он финишировал с результатом 6:37.16 (+26.40). В итоговом зачёте Друшкевич занял 23-е место. 18 февраля 2018 года на стадион «Адлер-Арена» в забеге на 10 000 м он финишировал с результатом 13:45.31 (+1:00.86). В итоговом зачёте Друшкевич занял 14-е место. После завершения игр Друшкевич выразил свое негодование в адрес национального тренера олимпийской сборной Польши Вислава Кмыцика (пол. Wiesława Kmiecika), который не дал ему возможности участвовать в мужской командной гонке. После этого конфликта, в 2015 году Себастьян подал прошение в Олимпийский комитет Польши предоставить ему разрешение сменить национальную сборную команду и впредь выступать за Чехию. Его прошение было удовлетворено.